# Arquebisbat de Trèveris
L'Arquebisbat de Trèveris (Erzbistum Trier) o Electorat de Trèveris (Kurfürstentum Trier o Kurtrier) fou una jurisdicció eclesiàstica catòlica romana al Regne de Germània, que va existir des de temps dels carolingis fins al final del Sacre Imperi Romanogermànic. Els seus sufraganis eren les diòcesis de Metz, Toul i Verdun. Des del segle ix els arquebisbes de Trèveris foren simultàniament prínceps immediats imperials i des del segle xi electors de l'imperi. Els seus territoris temporals es coneixien com l'Electorat de Trier mentre o Arquebisbat-electoral de Trèveris; el nom d'Arquebisbat de Trèveris es reserva més aviat a la diòcesi (arxidiòcesi) catòlica de Trèveris el territori de la qual era diferent del principat eclesiàstic electoral.

## Història

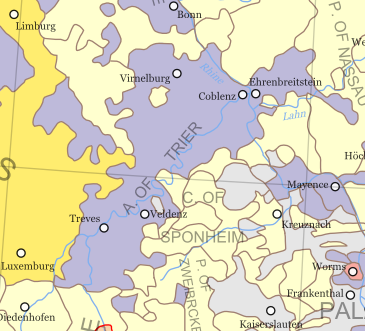
Mapa de l'electorat el 1648

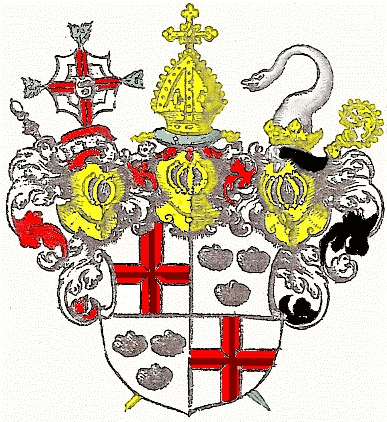
Escut complet d'un dels electors.

Trèveris fou una important capital provincial romana amb el nom d'Augusta Treverorum, i fou seu d'un bisbe durant l'imperi romà (segons la llegenda ja al segle i, però probablement no abans del segle III). Fou elevada a estatus arquebisbal durant el regnat de Carlemany. El primer arquebisbe documentat es Agrici esmentat al primer quart del segle iv.
Sota Maximí, successor d'Agrici, sant Atanasi es va refugiar a Trèveris. Els bisbes de Trèveris foren magnats territorials ja virtualment independents en temps dels merovingis. En 772 Carlemany concedia immunitat completa de la jurisdicció comtal territorial a totes les esglésies i monestirs així com pobles i castells que pertanyien a l'Església de Sant Pere a Trèveris. El 816 Lluís I el Pietós confirmava a l'arquebisbe de Trèveris Hettó els privilegis de protecció i immunitat concedits pel seu pare. En temps d'Hettó se sap que tenia autoritat metropolitana sobre Toul, però encara no gaudia dels drets equivalents a un comte.
En la partició de l'Imperi Carolingi a Verdun el 843, Trèveris va correspondre a Lotari; en la partició de Lotaríngia al tractat de Meerssen el 870, quedava al regne de Frància Oriental, que es convertia en Alemanya. L'arquebisbe Radbod rebia el 898 immunitat completa de tots els impostos per al territori episcopal sencer, concedida per Zwentibold, el fill natural de l'emperador Arnulf de Caríntia, que va regnar breument com rei de Lotaríngia i, sota pressió dels seus nobles, necessitava desesperadament un aliat poderós. El regal cimentava la posició dels arquebisbes com a senyors territorials pel seu propi dret. Després de l'assassinat de Zwentibold el 900, els tutors del jove Lluís IV d'Alemanya feien al seu torn la cort a Radbold, i li van concedir el districte i ciutat de Trier com feu immediat, i el dret de tenir una seca - tant un símbol d'autoritat independent com un eina econòmica - i el dret d'imposar taxes de duana. De Carles el Simple obtenia finalment el dret que l'elecció del bisbe de Trier fos feta pel Capítol, alliberat de qualsevol interferència Imperial.
Robert va reclamar el dret de coronar a l'emperador Otó I el Gran per ser l'arquebisbe de la seu més antiga però el 1315 va haver de reconèixer finalment la preeminència de l'arquebisbat de Colònia. L'arquebisbe Enric I (956-964) fou nomenat pels papa (Juan XII) i Teodoric (969) va rebre de Joan XIII la dignitat de primat de la Gàl·lia i Germània.
Sota Dieteric de Nassau (1300-1307) les ciutats principals (sobretot Trèveris i Coblença) van emancipar-se del poder del bisbe. Amb Balduí de Lutzemburg (1307-1354), germà del rei Enric VII, l'arquebisbat va arribar a la seva màxima esplendor i prestigi; Balduí fou arxicanceller de la Gàl·lia i l'Arlesat (Arelatum) des de 1314, i va ampliar les possessions territorials establint un potent principat territorial.
Durant el Cisma d'Occident la situació del bisbat va empitjorar a causa de les guerres i conflictes i els Estats, per evitar mals majors, van agafar el control del principat L'arquebisbe Ricard (1511-1531) va fer exhibir per primer cop en públic la Sagrada Túnica de Crist i es va oposar a la Reforma rebutjant els atacs de Franz de Sickingen. Joan VI de Leyden va cridar als jesuïtes i el seu successor Jacob III d'Elz els va construir un col·legi a Coblença; Joan VII els va confiar l'ensenyament a les escoles de Trèveris i va fundar seminaris a Trèveris i Coblença. Felip Cristòfol (1623-1652) fou aliat de França i va tractar amb els suecs, però acusat d'heretgia fou arrestat pels imperials (1635) i tancat a la presó a Viena fins a 1645. Sota Carles Gaspar (1652-1676) l'abadia de Sant Maximí va renunciar a la seva condició d'immediata (1669).
El 1777 els nous obispats de Saint-Dié i Nancy foren declarats sufraganis de Trèveris. Els bisbes residien a més de a Trèveris a Pfalzel, Ehrenbreitstein i Philippsburg, i el darrer arquebisbe-elector Climent Wenceslau (que era també bisbe de Freising, Ausgsburg i Ratisbona/Regensburg, va promulgar un edicte de tolerància dels protestants, i es va traslladar a Coblença el 1786 (el territori es dividia en Superior amb centre a Trèveris, i Inferior amb centre a Coblença). Des de 1795, els territoris de l'Arquebisbat a la riba esquerra del Rin - és a dir gairebé tot el territori - eren sota ocupació francesa i foren annexionats el 1801 (pau de Luneville) i el 10 d'abril de 1802 es va establir un bisbat separat (que el 1803 va establir el control sobre tota l'arxidiòcesi) pel departament francès del Sarre, i que fou sufragani del bisbat de Malines, sent el seu únic bisbe a Carles Mannay (1802-1816) que va renunciar quan el territori va retornar a Alemanya (1815 de iure, 1816 de facto) quedant després vacant sent governada de fet per Hubert Antoine Corden (vicari general 1816-1818, vicari aposòlic 1818-1824). El 1802 Climent Wenceslau va abdicar i es va retirar a Augsburg. El 1803, per la Reichsdeputation, els territoris de la riba dreta de l'Arquebisbat foren secularitzats i annexionats al Principat de Nassau-Weilburg. L'arquebisbat mesurava 8.314 km² i tenia uns 280.000 habitants; els ingressos anuals eren de 500.000 thalers.
El 1814 l'antic arquebisbat electoral fou adjudicat a Prússia i confirmat pel Congrés de Viena de 1815. Alguns districtes com Sankt Wendel, que va passar a Saxònia-Coburg, Birkendeld, que va passar a Oldenburg, i Meisenheim que va passar a Hessen-Homburg, van tenir sort diferent (no obstant Sankt Wendel va acabar finalment en mans de Prússia el 1834 i Meisenheim també va passar a Prússia el 1866). El 1821 la nova Diòcesi de Trèveris fou creada com un sufragania de l'Arquebisbat de Colònia i comprenia Trèveris (menys dos districtes) i Coblença (menys 10 districtes) i l'antic principat de Birkenfeld. El primer bisbe fou Joseph von Hommer (1824-1836) i el seu successor Wilhelm Arnoldi (1842-1864) va exhibir altre cop la Sagrada Túnica el 1847 originant l'aparició de la secta dels Catòlics Alemanys. Els següents bisbe fou Leopold Pelldram (1864 - 1867) i després Matthias Eberhard (1867 - 1876) que va ser perseguit per la Kulturkampf i fou condemnat a 10 anys i 10 mesos de presó (6 de març de 1876) morint poc després; 197 parròquies de la diòcesi van arribar a estar vacants però després de 5 anys de vacant el papa va designar a Michael Felix Korum que va intentar reparar els efectes de la Kulturkampf i el 1891 va ensenyar altre cop la Sagrada Túnica. A la seva mort (1921) la diòcesi tenia 1.850.000 habitants dels que uns 500.000 no eren catòlics, amb 768 parròquies, 829 esglésies, 930 missions i capelles, 4 monestirs, 1 abadia d'homes, 213 convents de monges i 16 convents de frares.

## Bisbes de Trèveris
- Auspici de Trèveris vers 130, dubtós
- Eucharius vers 250[2]
- Valerius vers 250
- Maternus vers 300
- Agricius (Agrippinus) 327-335
- Maximinus 335-352
- Paulinus 353-358
- Bonòs (Bonosus) 359-365
- Veterani (Veteranius) 365-384
- Fèlix II 384-398
- Maurici II 398-407
- Lleonci 407-409
- Auctor 409-427
- Sever 428-455
- Ciril 455-457
- Iamblic 457-458
- Evemerus 458-461
- Marc 461-465
- Volusià 465-469
- Mileci 469-476
- Modestus 476-479
- Maximià 479-499
- Fibici 500-526
- Aprúncul (Aprunculus, Aprunentius) 526-527
- Niceti 527-566
- Rústic 566-573
- Magneric 573-596
- Gunduic 596-600
- Sibald 600-626
- Modoald 626-645
- Numerià 645-665
- Hildulf 665-671, (+ 707)
- Basinus 671-697 (+ vers 706)
- Leudwinus 697-718
- Miló (de Reims i Trèveris) 718-758
- Wermad 758-791

## Arquebisbes de Trèveris
- Richbod 791-804, primer arquebisbe
- Waso 804-809
- Amalari 809-814
- Hettó 814-847
- Dietgold 847-868
- Bartholf von Wetterau 869-883
- Radbod 883-915
- Rudgar 915-930
- Rudbrecht 930-956
- Enric I 956-964
- Dieteric I 965-977
- Egbert 977-993
- Ludolf 994-1008
- Megingod 1008-1015
- Poppo von Babenberg 1016-1047
- Eberard 1047-1066
- Kuno I von Wetterau (Conrad) 1066-1066
- Udo de Nellenburg 1066-1078
- Egilbert de Rothenburg, 1079-1101
- Bruno 1101-1124
- Gottfrid 1124-1127
- Meginher 1127-1130
- Adalberó de Munsterol 1131-1152
- Hillin von Fallemanien 1152-1169
- Arnold I 1169-1183
- Fulmar 1183-1189

### Arquebisbes-Electors de Trèveris
- Joan I 1189-1212
- Teodoric II (Dieteric de Wied) 1212-42
- Arnold II von Isenburg 1242-59
- Heinrich I von Finstingen 1260-86
- Bohemon I de Warnesberg 1286-99
- Dieteric de Nassau 1300-07
- Heinrich II von Virneburg 1300-06 (rival)
- Balduí de Luxemburg 1307-54
- Bohemon II de Saarbrücken 1354-61
- Kuno II von Falkenstein 1362-88
- Werner von Falkenstein 1388-1418
- Otto von Ziegenhain 1418-30
- Rhaban von Helmstadt 1430-38
- Jakob von Sierk 1439-56
- Joan II de Baden 1456-1503
- Jacob II de Baden 1503-11
- Richard Greiffenklau zu Vollraths 1511-31
- Johann III von Metzenhausen 1531-40
- Johann Ludwig von Hagen 1540-47
- Johann IV von Isenburg 1547-56
- Johann V von der Leyen 1556-67
- Jakb III von Eltz 1567-81
- Johann VI von Schonenberg 1581-99
- Lothar von Metternich 1599-1623
- Philipp Christoph von Sotern 1623-52
- Karl Kaspar von der Leyen 1652-76
- Johann Hugo von Orsbeck 1676-1711
- Carles Josep de Lorena 1711-15
- Franz Ludwig del Palatinat-Neuburg 1716-29
- Franz Georg von Schönborn-Buchheim 1729-56
- Johann Philipp von Walderdorf 1756-68
- Climent Wenceslau de Saxònia 1768-1803[3]

## Segon bisbat de Trèveris
- Josef von Hommer (3 de maig de 1824 - 11 de novembre de 1836)
- Wilhelm Arnoldi (21 de juny de 1842 - 7 de gener de 1864)
- Leopold Pelldram (29 de desembre de 1864 - 3 de maig de 1867)
- Matthias Eberhard (16 de juliol de 1867 - 30 de maig de 1876)
- Michael Felix Korum (12 d'agost de 1881 - 4 de desembre de 1921)
- Franz Rudolf Bornewasser (27 de febrer de 1922 - 20 de desembre de 1951)
- Matthias Wehr (20 de desembre de 1951 - 19 de novembre de 1966)
- Bernhard Stein (13 d'abril de 1967 - 5 de setembre de 1980)
- Hermann Josef Spital (24 de febrer de 1981 - 15 de gener de 2001)
- Reinhard Marx (20 de desembre de 2001 - 30 de novembre de 2007), també arquebisbe de München-Freising (Munich)
- Stephan Ackermann (8 d'abril de 2009 -)